# Georgiejev i Mandyn prvi brak
Georgiejev i Mandyn prvi brak (eng. Georgie & Mandy's First Marriage) američki je sitcom koji su kreirali Chuck Lorre, Steven Molaro i Steve Holland, a premijerno se prikazazuje od 17. listopada 2024. na CBS-u. Riječ je o trećoj seriji u franšizi Teorija velikog praska te izravnom nastavku i spin-offu serije Mladi Sheldon. Radnja prati brak Georgieja Coopera i Mandy McAllister, koja je 12 godina starija od njega. Serija je smještena u 1990-e, a prva sezona obuhvaća razdoblje od 1994. do 1995. godine. U Hrvatskoj serija se prikazuje od 3. travnja 2025.na platformi HBO Max, a od 28. svibnja na kanalu HBO 3.
U veljači 2025. serije je obnovljena za drugu sezonu, čija je premijera zakazana za 16. listopada 2025.

## Glumačka postava

### Glavni likovi
- Montana Jordan kao George Marshall "Georgie" Cooper Jr., stariji brat glavnog lika Teorije velikog praska Sheldona Coopera , koji radi u autoservisu čiji je vlasnik njegov svekar
- Emily Osment kao Amanda "Mandy" McAllister, Georgiejeva supruga koja je 12 godina starija od njega i majka njihove kćeri Constance, nadimka "CeeCee"
- Will Sasso kao Jim McAllister, Amandin otac
- Rachel Bay Jones kao Audrey McAllister, Amandina majka
- Dougie Baldwin kao Connor McAllister, Mandyin nezaposleni mlađi brat
- Jessie Prez as Ruben, jedan od Georgiejevih kolega

### Sporedni likovi
- Zoe Perry kao Mary Cooper, Georgiejeva majka
- Annie Potts kao Constance "Connie" Tucker ("Meemaw"), Georgiejeva baka i Maryna majka
- Raegan Revord kao Melissa "Missy" Cooper, Georgiejeva sestra
- Casey Wilson kao Beth, Mandyna kolegica u Bluebell Diner
- Dale E. Turner kao Roy, škrti gosu Bluebell Dinera koji pije čaj

### Gostujući likovi
- Craig T. Nelson kao Dale Ballard, Conniev dečko, vlasnik trgovine sportske opreme u kojoj je Georgie prije radio
- Sarah Baker kao Sheryl Hutchins
- Matt Hobby kao Pastor Jeff Difford, optimistični pastor zadužen za crkvu obitelji Cooper
- Lance Barber kao George Cooper, Georgiejev pokojni otac i Maryin suprug
- Doc Farrow kao Wayne Wilkins

## Pregled serije
Prva sezona serije premijerno je prikazana u Hrvatskoj 3. travnja 2025. na streaming platformi HBO Max, gdje se emitirala do 12. lipnja 2025., s novim epizodama u paru, po dvije tjedno. Linearno prikazivanje na kanalu HBO 3 započelo je 28. svibnja i trajalo do 6. kolovoza 2025., također s emitiranjem po dvije epizode tjedno.
Druga sezona službeno je najavljena u veljači 2025., a premijera je zakazana za 16. listopada 2025.
| Sezona | Sezona | Epizoda | SAD prikazivanje    | SAD prikazivanje  | Hrvatsko prikazivanje | Hrvatsko prikazivanje | Hrvatsko prikazivanje | Hrvatsko prikazivanje |
| Sezona | Sezona | Epizoda |                     |                   | HBO Max               | HBO Max               | HBO 3                 | HBO 3                 |
| Sezona | Sezona | Epizoda | Premijera sezone    | Finale sezone     | Premijera sezone      | Finale sezone         | Premijera sezone      | Finale sezone         |
| ------ | ------ | ------- | ------------------- | ----------------- | --------------------- | --------------------- | --------------------- | --------------------- |
|        | 1.     | 22      | 17. listopada 2024. | 15. svibnja 2025. | 3. travnja 2025.      | 12. lipnja 2025.      | 28. svibnja 2025.     | 6. kolovoza 2025.     |
|        | 2.     | –       | 16. listopada 2024. | –                 | Još nije najavljeno   | Još nije najavljeno   | Još nije najavljeno   | Još nije najavljeno   |

| 1. The 6:10 to Lubbock 2. Some New York Nonsense 3. Secrets, Lies and a Chunk of Change 4. Todd's Mom 5. Thanksgiving 6. A Regular Samaritan 7. An Old Mustang 8. Diet Crap 9. A Tire Convention and the Moral High Ground 10. A House Divided 11. Working for the Enemy 12. Typhoid Georgie 13. McAllister Auto Loves the Ladies 14. A Sportsbook and a Breakup 15. Goddess of the Music Store 16. Baby Fight 17. Two Idiots on a Dirt Bike 18. TV Money 19. Snitch v. Deadbeat 20. Diamonds Are a Georgie’s Best Friend 21. Guilt Boots 22. Big Decisions |

## Produkcija

### Razvoj
U siječnju 2024. objavljeno je da je u planu spin-off serija Mladog Sheldona usmjerena na Georgie Coopera i Mandy McAllister koja će biti predviđena za sezonu 2024./25. na CBS-u. Dana  5. ožujka 2024. serija je naručena od strane CBS-a. Također je najavljeno da će sukreatori Chuck Lorre, Steven Molaro i Steve Holland pisati i izvršno producirati seriju. U svibnju 2024. objavljen je naslov serije, Georgie & Mandy's First Marriage, a serija će se premijerno prikazati na jesen 2024. na kanalu CBS.
Produkcijske kuće uključene u seriju su Chuck Lorre Productions i Warner Bros. Television Studios.

### Snimanje
Serija se snimati pred publikom uživo u studiju Warner Bros.-a u Burbanku u Kaliforniji, na zvučnoj pozornici na kojoj je snimana serija Teorija velikog praska.

## Distribucija
Premijera serije je bila 17. listopada 2024. na CBS-u.

## Vanjske poveznice
- Georgie & Mandy’s First Marriage u internetskoj bazi filmova IMDb-a